# Paul Franz Abdank
Paul Franz Abdank († Februar 1765 in Erlau) war ein österreichischer Stuckateur.
Abdank entstammte einer Wiener Stuckateur-Familie und war ein Sohn des Thomas Christian Abdank (1677–1743). 1711 führte er Arbeiten am Melkerhof in Wien aus. Er war zunächst Geselle und widmete sich ab 1735 dem Studium der Architektur an der Akademie der Bildenden Künste Wien. Zwei Jahre später, 1737, erlangte er den Titel eines Meisters und bekam 1741 auch das Wiener Bürgerrecht verliehen. Nun konnte er seine eigene Werkstatt eröffnen. 1758 sind Arbeiten von ihm für die Pfarrkirche in Penzing bezeugt. Ein Jahr später war er für die Pfarrkirche in Traiskirchen tätig, deren Hochaltar er mit weiteren Künstlern neugestaltete. Gegen Ende seines Lebens trat er in die Dienste des Grafen Esterházy, der ihn mit Auftragsarbeiten in Erlau beschäftigte.